# Лусилио Батиста
Лусилио Кардосо Кортес Батиста (на португалски: Lucílio Cardoso Cortez Batista) е футболен съдия, банков касиер по професия. Ръководи мачове от 1996 до 2010 г.

## Кариера
Започва кариерата си през 1996 г. Първите му мачове като съдия са в етапа на директните елиминации на Европейско първенство за юноши до 17 години през 1996 г. в Австрия. През 2001 г. е съдия на няколко мача от Световното първенство до 17 години през 2001 г., включително и на финала между Франция и Нигерия. Две години по-късно е рефер на два мача от Купата на конфедерациите във Франция през 2003 г. Следващата година участва в два мача от груповия етап на Евро 2004. Рефер е на финала за Купата на Украйна през 2006 г.
През цялата си кариера е съдийствал над 75 мача, от които 16 срещи от Шампионската лига на УЕФА и 10 от Купата на УЕФА (дн. Лига Европа).
Слага край на кариерата си през 2010 г., след което става официален наблюдател на УЕФА.